# Kesusjön
Kesusjön är en sjö 10 kilometer väster om Ljungdalen i Bergs kommun i Härjedalen och ingår i Ljungans huvudavrinningsområde. Sjön har en area på 0,376 kvadratkilometer och ligger 788,7 meter över havet. Sjön avvattnas av vattendraget Kesuån.
Kring sjön finns ett antal stugor, och serveringen Kesubon. Kesusjön saknar vägförbindelse, det allmänna vägnätet slutar i Kläppen några kilometer österut. Genom Kesusjön rinner Kesuån som ansluter till Ljungan någon kilometer nedströms. Vintertid finns skoter- och skidleder från Ljungdalen och Kläppen. Sjön tillhör Ljungdalens fiskevårdsområde och det finns röding och i mindre grad öring i sjön.

## Delavrinningsområde
Kesusjön ingår i delavrinningsområde (698020-133971) som SMHI kallar för Utloppet av Kesusjön. Medelhöjden är 888 meter över havet och ytan är 3,12 kvadratkilometer. Räknas de 14 avrinningsområdena uppströms in blir den ackumulerade arean 55,2 kvadratkilometer. Kesuån som avvattnar avrinningsområdet har biflödesordning 2, vilket innebär att vattnet flödar genom totalt 2 vattendrag innan det når havet efter 348 kilometer. Avrinningsområdet består mestadels av skog (38 procent) och kalfjäll (50 procent). Avrinningsområdet har 0,37 kvadratkilometer vattenytor vilket ger det en sjöprocent på 11,9 procent.